# وزان
وزان یکی از شهرهای کشور مراکش است.
این شهر در نزدیکی شهر قدیمی مکناس واقع شده.